# ديك شوف
هندريكوس فيلهيلموس ماريا " ديك " شوف (‎nl‏؛ من مواليد 8 مارس 1957) هو سياسي هولندي وموظف حكومي يشغل منصب رئيس وزراء هولندا منذ 2 يوليو 2024.
شغل شوف سابقًا منصب الأمين العام لوزارة العدل والأمن من عام 2020 إلى عام 2024، ومديرًا عامًا لجهاز المخابرات والأمن العام من عام 2018 إلى عام 2020، ومنسقًا وطنيًا للأمن ومكافحة الإرهاب من عام 2013 إلى عام 2018. وكان مديرًا عامًا لوزارة العدل والأمن من عام 2010 إلى عام 2013، ومديرًا عامًا للنظام العام والسلامة في وزارة الداخلية والعلاقات مع المملكة من عام 2003 إلى عام 2010.

## الحياة المبكرة والتعليم
وُلِد هندريكوس فيلهيلموس ماريا شوف في 8 مارس 1957 في سانتبورت لعائلة كاثوليكية رومانية، وكان ثاني أصغر سبعة أطفال (ستة أبناء وبنت واحدة).
كان والد شوف موظفًا مدنيًا في البلدية، بما في ذلك الخدمات الاجتماعية. في سن الثامنة، انتقل شوف مع عائلته إلى هينجيلو، حيث التحق بمدرسة ليسيوم دي جروندل.
من عام 1975 إلى عام 1982، درس تخطيط حضري وإقليمي في جامعة رادبود نايميخن. كان شوف عضوًا في جمعية الطلاب الموجهة للتجديف فوكاس، وشغل منصب رئيسها.